# Fabrice Mège
Fabrice Mège, né le 6 juin 1965 à Aix-en-Provence, est un footballeur français. 
Il évolue au poste de milieu offensif gauche. Il dispute 244 matchs de première division du championnat de France.

## Biographie
Milieu offensif gaucher formé à l'AS aixoise puis à l'OGC Nice, Fabrice Mège est international espoirs et olympique. Il dispute neuf saisons à Nice, qu'il mène à deux reprises de D2 vers l'élite. En 1985 il est vice-champion de D2.
Transféré en 1987 à l'AS Monaco, il y remporte le championnat de France de football pour sa première saison. Prêté la saison suivante au RC Strasbourg, il revient l'année suivante et dispute notamment la Coupe d'Europe des vainqueurs de coupe de football 1989-1990, dont Monaco est éliminé en demi-finale. En 1992, il subit une double fracture de la cheville, qui l'éloigne des terrains pendant près de deux saisons et le poussera à raccrocher.
En 1998, il devient agent de joueurs.

## Statistiques
Mège dépasse à deux reprises la barre des dix buts inscrits en une saison de D1 : onze buts avec le RC Strasbourg en 1989 et dix avec Nice en 1991.
| Saison    | Club                   | Championnat | Championnat | Championnat | Coupe(s) nationale(s) | Coupe(s) nationale(s) | Compétition(s) continentale(s) | Compétition(s) continentale(s) | Compétition(s) continentale(s) | Total | Total |
| Saison    | Club                   | Division    | M.          | B.          | M.                    | B.                    | Comp.                          | M.                             | B.                             | M.    | B.    |
| 1982-1983 | OGC Nice               | D2          | 1           | 0           | -                     | -                     | -                              | -                              | -                              | 1     | 0     |
| 1983-1984 | OGC Nice               | D2          | 18+2        | 6+0         | 2                     | 0                     | -                              | -                              | -                              | 22    | 6     |
| 1984-1985 | OGC Nice               | D2          | 26+2        | 3+0         | 5                     | 1                     | -                              | -                              | -                              | 33    | 4     |
| 1985-1986 | OGC Nice               | D1          | 33          | 5           | 3                     | 1                     | -                              | -                              | -                              | 36    | 6     |
| 1986-1987 | OGC Nice               | D1          | 36          | 6           | 3                     | 0                     | -                              | -                              | -                              | 39    | 6     |
| 1987-1988 | AS Monaco              | D1          | 32          | 4           | 3                     | 0                     | -                              | -                              | -                              | 35    | 4     |
| 1988-1989 | RC Strasbourg (prêt)   | D1          | 35+2        | 11+1        | 1                     | 0                     | -                              | -                              | -                              | 38    | 12    |
| 1989-1990 | AS Monaco              | D1          | 32          | 5           | -                     | -                     | C2                             | 8                              | 1                              | 40    | 6     |
| 1990-1991 | OGC Nice               | D1          | 32          | 10          | 1                     | 0                     | -                              | -                              | -                              | 33    | 10    |
| 1991-1992 | AS Saint-Étienne       | D1          | 28          | 4           | 1                     | 0                     | -                              | -                              | -                              | 29    | 4     |
| 1992-1993 | OGC Nice               | D2          | 6           | 1           | 0                     | 0                     | -                              | -                              | -                              | 6     | 1     |
| 1993-1994 | OGC Nice               | D2          | 0           | 0           | 0                     | 0                     | -                              | -                              | -                              | 0     | 0     |
| 1994-1995 | OGC Nice               | D1          | 16          | 1           | 3                     | 0                     | -                              | -                              | -                              | 19    | 1     |
| 1995      | Hapoël Tzafririm Holon | 1           | 5           | 1           | -                     | -                     | -                              | -                              | -                              | 5     | 1     |
| 1995      | Pau FC                 | N2          | 2           | 1           | -                     | -                     | -                              | -                              | -                              | 2     | 1     |